# Accident sanitaire de contamination de l'antitoxine contre la diphtérie

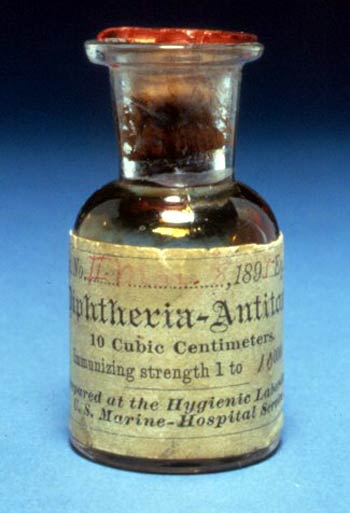
Flacon de 1895 contenant l'antitoxine contre la diphtérie.

L'accident sanitaire de contamination de l'antitoxine contre la diphtérie est un drame de santé publique survenu aux États-Unis en 1901 en raison de carences dans le contrôle d'un sérum de lutte contre la diphtérie.

## Drame sanitaire

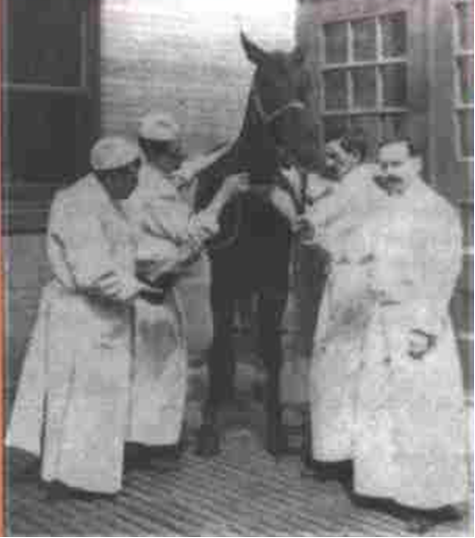
Le cheval Jim.

Le cheval Jim, précédemment affecté au transport d'un chariot de lait, est exploité pour fabriquer du sérum contre les toxines de la diphtérie. Au total, il a permis de produire plus de 28,5 litres d'antitoxine. Le 2 octobre 1901, il manifeste les symptômes du tétanos ; il est alors euthanasié. La mort d'une fillette à Saint-Louis (Missouri) révèle qu'elle était infectée par le sérum issu de Jim puis les recherches montrent que le sérum formulé le 30 septembre contient Clostridium tetani au stade d'incubation. Cette contamination aurait été détectée sans peine si le sérum avait subi un test avant utilisation. En outre, des prélèvements remontant au 30 septembre avaient été versés dans des flacons portant la mention « 24 août ». Or, les prélèvements remontant réellement au 24 août étaient sains.
En raison des carences dans le contrôle du produit, le sérum contaminé est distribué et entraîne la mort de 12 autres enfants ; le drame fait l'objet d'une intense campagne de presse de la part de Joseph Pulitzer, dans le cadre de son opposition à la vaccination.

## Conséquences
Ce drame sanitaire se conjugue à un cas similaire de vaccins contre la variole, également contaminés, à Camden (New Jersey). Les deux affaires conduisent à l'adoption de la loi Biologics Control Act (en) de 1902, par laquelle est fondé le Center for Biologics Evaluation and Research (en).
Les malheurs du cheval Jim, ainsi que la tragédie qui en découle et les réactions du public, ont permis de créer un précédent en faveur d'une réglementation sur le domaine biologique ; en 1906, ces évolutions conduisent à la fondation de la Food and Drug Administration (FDA),.
Avec le recul, ce drame est décrit comme « la première catastrophe de la médecine moderne ».